# Kasteel Pietersheim

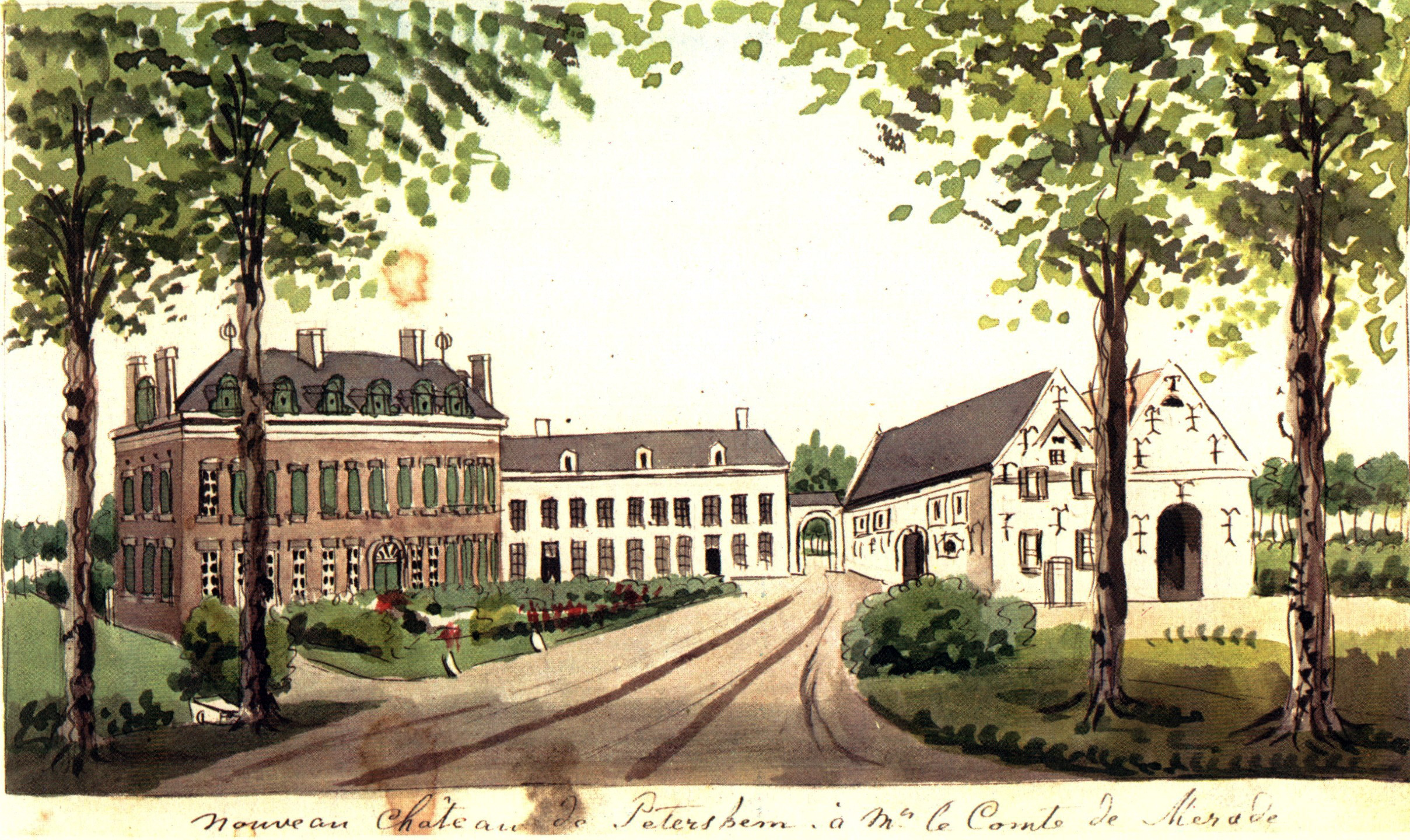
Kasteel Pietersheim (Philippe van Gulpen, ca 1850)

Kasteel en burcht Pietersheim waren de zetel van de heerlijkheid Pietersheim. Resten van de 12e-eeuwse waterburcht Pietersheim getuigen van een lange geschiedenis. Net buiten de burchtsite, op de locatie van het voormalig neerhof van de waterburcht, staat 'Kasteel Pietersheim', dat in zijn huidige neoklassieke vorm dateert uit het begin van de 20e eeuw.

## Geschiedenis
De oudste archeologische aanwijzingen voor een burcht op deze plaats dateren van het laatste kwart van de 11e eeuw, en het eerste kwart van de 12e eeuw. Pas in 1227 werd de heerlijkheid voor het eerst schriftelijk vermeld en in 1292 was sprake van: ons huis in Pietersheim, met toren, binnen- en buitenvesting. Het betrof een waterburcht van het ringwaltype. Deze werd in 1378, in de allerlaatste fase van de Luiks-Brabantse oorlogen (1204-1378), verwoest door troepen uit het prinsbisdom Luik en Tongeren. De burcht bestond uit een veelhoekige buitenmuur, waartegen aan de binnenzijde de gebouwen waren gesitueerd. Uiteindelijk was sprake van drie concentrische grachten welke de burcht omringden, waarbij ook een voorburcht en kapel, en versterkte toegangen.
Verbouwingen vonden regelmatig plaats. De familie Van Merode, die kasteel en heerlijkheid in 1449 verkreeg, bouwde het slot verder uit. Er kwam een corps de logis en een keukenvleugel, maar het kasteel, waarvan het middeleeuws deel tot een ruïne was vervallen, bleef ook een militaire functie behouden, waartoe twee rechthoekige kazematten bij de ruïne werden gebouwd.
Dit bleek nodig, want in 1569 werd het kasteel belegerd door de (Spaansgezinde) Gerard van Groesbeek en in 1579 werd het ingenomen door de hertog van Parma, die er vervolgens zijn hoofdkwartier vestigde tijdens het Beleg van Maastricht (1579). In 1670 moesten alle verdedigingswerken, op bevel van de prins-bisschop van Luik, worden geslecht. Sindsdien raakte het kasteel in verval, en in 1721 stortte zelfs een deel van het corps de logis in, waarbij de kunstschilder Philippe Coclers omkwam.
In 1792 werd een nieuw kasteel gebouwd, op de plaats van de oude kasteelhoeve. In 1836 brandde het oude kasteel af, en daarna werd het afgebroken op de kapel na. Ook het nieuwe kasteel werd, in 1909, door brand verwoest. In 1910 werd, op basis van de resten, een nieuw kasteel gebouwd. Met materialen van de afgebroken kasteelhoeven werden de mergelstenen stallen naast het poortgebouw van de oude burcht gebouwd. Ook het kasteel van 1910 brandde uit, en wel in 1920. Restauratie volgde en werd beëindigd in 1926. In 1971 werd het kasteel, met aanpalend domein, door de gemeente Lanaken aangekocht. In 2017 heeft de gemeente Lanaken het kasteel verkocht aan Gelderburg Estates.

## Bouwwerken
Aanwezig is nog de ruïne van een deel van de oude ringburcht. Ook de wal en de binnengracht zijn nog duidelijk te herkennen. Daarnaast is van de oude burcht nog het centrale deel van het poortgebouw aanwezig. Ook is er de kapel uit het laatste kwart van de 14e eeuw. Toen het kasteel in 1836 werd afgebroken, heeft de kapel dienstgedaan als hooischuur.
Het nieuwe, 20e-eeuwse, kasteel is een statig herenhuis waarvan het driehoekig fronton opvalt. Het kasteel is omgeven door een park in Engelse landschapsstijl.

## Recreatie
De waterburcht werd gerestaureerd en werd in 2010 heropend. Tegenwoordig doet de burchtruïne dienst als toegangspoort tot het Nationaal Park Hoge Kempen met informatie over het Nationaal park, de geschiedenis van het kasteel en verhalen over de ridders en edellieden van Pietersheim en Lanaken. Het kasteel geldt als beginpunt voor verschillende wandelingen in het nationaal park. Wandelingen in het wandelgebied Pietersheim typeren zich vooral door dichte dennenbossen, oude beukendreven, jeneverbessen en de uitgestrektheid van de bossen, met name het Pietersheimbos. In het noorden van het wandelgebied liggen de vallei van de Zijpbeek en de Neerharerheide die getypeerd worden door gagelstruiken, vergezichten en een van de stilste plekken van het Nationale park Hoge Kempen.
Andere faciliteiten aan de toegangspoort Pietersheim zijn: een kinderboerderij, een speeltuin, fietsverhuur, een cafetaria, een hotel en een kabouterpad.

## Trivia
In 2010 werd Domein Pietersheim winnaar van de Vlaamse Monumentenprijs.